# バイオレント・サタデー
『バイオレント・サタデー』（原題：The Osterman Weekend）は、1983年制作のアメリカ合衆国のスパイ・サスペンス映画。
サム・ペキンパー監督の遺作。原作はロバート・ラドラムの『オスターマンの週末』（1972年）。

## あらすじ
テレビキャスターのジョン・タナーは、CIAからスパイ容疑がかけられている彼の友人の放送作家オスターマン、医師のリチャード、証券マンのジョセフの3人のうち1人を転向させる計画への協力を持ちかけられ、長官ダンフォースの独占インタビューを条件にこれを承諾する。
週末、オスターマンと各々の妻を同伴したリチャード、ジョセフは、CIAが隠しカメラやマイクを忍ばせたジョンの家を訪れた。
そしていよいよ計画が実行されるが、実はそれは、妻を殺害されたCIA局員ファセットによって、妻の仇打ちのために仕組まれたものであった。計画が進行していくうちに、事件の意外な黒幕も判明する。

## キャスト
※（）は日本語吹き替えで、スティングレイから発売のBDに収録(初回放送：1989年5月30日日本テレビ『特選シネマ』(深夜枠))
- ジョン・タナー - ルトガー・ハウアー（小川真司）
- ローレンス・ファセット - ジョン・ハート（阪脩）
- リチャード・トレメイン - デニス・ホッパー（千田光男）
- マクスウェル・ダンフォース - バート・ランカスター（大宮悌二）
- バーニー・オスターマン - クレイグ・T・ネルソン（玄田哲章）
- アリ・タナー - メグ・フォスター（小宮和枝）
- ジョセフ・カードン - クリス・サランドン（江原正士）
- ヴァージニア・トレメイン - ヘレン・シェイヴァー（横尾まり）
- ベティ・カードン - キャシー・イエーツ（安達忍）
- ウォルター・ステニングス - サンディ・マクピーク（朝戸鉄也）
- スティーヴ・タナー - クリストファー・スター（磯辺万沙子）
- マーシャルアーツインストラクター - マーシャル・ホー（吉水慶）
- アンドレイ・ミカロヴィッチ - ジャン・トリスカ（小野健一）
- キーヴァー将軍 - ハンスフォード・ロウ（峰恵研）

## スタッフ
- 監督：サム・ペキンパー
- 製作：ピーター・S・デイヴィス、ウィリアム・N・パンザー
- 脚本：アラン・シャープ
- 原作：ロバート・ラドラム
- 撮影：ジョン・コキロン
- 音楽：ラロ・シフリン

### 日本語吹き替え
- 演出：田島荘三
- 翻訳：山田ユキ
- 効果：PAG
- 調整：近藤勝之
- 制作：コスモプロモーション
- プロデューサー：清水篤、古川典子